# Петър Мирчевски
Петър Мирчевски (на македонска литературна норма: Петар Мирчевски) е актьор от Северна Македония.

## Биография
Роден е в 1956 година в Крушево. Завършва актьорско майсторство във Факултета за драматични изкуства на Скопския университет в 1979 година и се присъединява към трупата на Битолския народен театър. Мирчевски става един от ангажираните актьори в театъра в Македония, като е чест гост на Прилепския народен театър. Има над 100 роли, предимно главни. Появява се и в епизодични филмови роли.
Носител е на наградите „4-ти ноември“, „Млад борец“, „Войдан Чернодрински“ (три пъти), Екранна награда, „Златна маска“ на Охридско лято. В 2019 година му е връчена Държавната награда „Единадесети октомври“.